# Loukovičky
Loukovičky jsou malá vesnice, část města Český Dub v okrese Liberec. Nachází se asi 1,5 kilometru jižně od Českého Dubu. Vesnicí protéká potok Ještědka a vede jí silnice II/277. Loukovičky jsou také název katastrálního území o rozloze 1,11 km².

## Historie
První písemná zmínka o vesnici pochází z roku 1547.